# 征討大将軍
征討大将軍（せいとうたいしょうぐん）とは、鳥羽・伏見の戦いにおいて明治新政府が設置した臨時の官職のこと。

## 概要
明治元年（1868年）正月4日、新政府は仁和寺宮嘉彰法親王（後の小松宮彰仁親王）を征討大将軍に任命して、錦の御旗・節刀・征討大将軍の官印を授けた。
東寺に陣を敷き、次いで大阪に進み、京阪地域の軍事を指揮した。また、対外的には外国事務総裁を兼ねて外交交渉をも担当した。
同月28日に凱旋、帰京すると仁和寺宮は任務を解かれ征討大将軍は廃官となった。新政府軍が江戸進軍を開始した折には、征討大将軍は東征大総督に委任されることとなった。